# P4000
La P4000 es un servidor de terminal de bajo costo producido por Lantronix a mediados de los 90. Al ser el primer servidor de terminal compacto, encontró un mercado de clientes en tiendas que buscaban un método de bajo costo para acceder  a servidores DEC VAX. Como característica destacada figura la existencia de una pantalla LCD de indicación de estado, siendo el primer servidor de terminal en poseerla.
- Datos: Q9053765